# Le Guerno
Le Guerno (in bretone: Ar Gwernoù) è un comune francese di 830 abitanti situato nel dipartimento del Morbihan nella regione della Bretagna.

## Società

### Evoluzione demografica
Abitanti censiti